# Robert Jägerhorn
Robert Anders Jägerhorn, född 15 mars 1965 i Helsingfors, är en finländsk skådespelare och trollkonstnär. 
Jägerhorn studerade vid Teaterhögskolan 1987–1991, blev magister i teaterkonst och var sedan verksam vid Finlands nationalteater och Svenska Teatern innan han så gott som på heltid började ägna sig åt illusionistens yrke. Han kombinerar skådespelarens uttryckskonst med trollkonstnärens fingerfärdighet och elegans.  Han har uppträtt utomlands i bland annat Stockholm, Moskva, Schweiz och USA (Magic Castle in Hollywood). Han har visat sina program vid internationella möten och gjort olika karaktärer, både som skådespelare och trollkonstnär, för tv och film. 